# Буженін (гміна)
Гміна Буженін (пол. Gmina Burzenin) — сільська гміна у центральній Польщі. Належить до Серадзького повіту Лодзинського воєводства.
Станом на 31 грудня 2011 у гміні проживало 5648 осіб.

## Площа
Згідно з даними за 2007 рік площа гміни становила 118.96 км², у тому числі:
- орні землі: 71.00%
- ліси: 23.00%

Таким чином, площа гміни становить 7.98% площі повіту.

## Населення
Станом на 31 грудня 2011:
| Опис     | Загалом | Загалом | Чоловіки | Чоловіки | Жінки | Жінки |
| -------- | ------- | ------- | -------- | -------- | ----- | ----- |
| одиниця  | осіб    | %       | осіб     | %        | осіб  | %     |
| все      | 5648    | 100     | 2859     | 50.62    | 2789  | 49.38 |
| міське   | 0       | 100     | 0        |          | 0     |       |
| сільське | 5648    | 100     | 2859     | 50.62    | 2789  | 49.38 |

## Сусідні гміни
Гміна Буженін межує з такими гмінами: Бжезньо, Відава, Заполіце, Злочев, Конопниця, Серадз.